# Juno Mak
Juno Mak (麥浚龍; nascut el 18 de març de 1984) és un cantant, productor discogràfic, actor i director de Hong Kong. Va fer el seu debut musical l'any 2002 amb l'EP On the Road. Els seus àlbums han guanyat tres vegades el millor disc a la presentació dels premis Ultimate Song Chart.
Va fer el seu debut com a director amb la pel·lícula de terror Rigor Mortis el 2013.

## Carrera

### Música
Mak va començar la seva carrera musical com a cantant pop amb Universal Music. Amb Universal Music es van publicar dos àlbums, On the Road i Next Step. Tot i que va guanyar premis al seu debut, més tard es va rumorejar que els seus fans eren grups professionals contractats que guanyaven fins a 150 HKD per hora, i el 2002 va ser esbroncat pels membres del públic durant una cerimònia de lliurament de premis.
L'EP Addendum de Mak del 2015 va generar els senzills número u "Unforgettable" (念念不忘), "Imperfection" (瑕疵) i el duet guardonat "Rashōmon" (羅生門), un duet amb Kay Tse.

### Pel·lícula
El 2010, Mak va escriure i protagonitzar la pel·lícula de Wong Ching-po Fuk sau che ji sei. La pel·lícula era un híbrid de slasher i història d'amor. Mak i Wong Ching-po van tornar a col·laborar el 2011 a la pel·lícula Let's Go!.
El 2013, Mak va dirigir la pel·lícula Rigor Mortis, que ret homenatge al gènere Jiangshi dels anys vuitanta. A El 2015, es va anunciar que Mak dirigiria el thriller policial Sons of the Neon Night.

## Investigació antisuborns
El 2003, Mak, el seu pare i diversos executius de música de TVB i Universal Music HK van ser arrestats com a part d'una investigació sobre una suposada estafa de suborns per premis. Finalment, el cas es va retirar sense càrrecs.

## Vida personal
Mak és el segon fill de Clement Mak, el president de CCT Fortis Holdings Limited.

## Discografia
- On The Road (2002)
- Next Step (2003)
- Proto (2004)
- Otherside (2005)
- Walking Underneath (New + Best Selection) (2005)
- Chapel Of Dawn (2007)
- Words Of Silence (2008)
- Why (2008)
- The Dream (天生地夢) (2009)
- Nothing Lasts Forever (New + Best Selection) (2010)
- No-mind (無念) (2011)
- Paradoxically, Yours (柔弱的角) (2014)
- Addendum (2015)
- Evil Is a Point of View (2016)
- The Album Part One (with Kay Tse; 2018)
- The Album and the Rest Of It (with Kay Tse; 2019)

## Filmografia
- 2003 – Truth or Dare: 6th Floor Rear Flat
- 2010 – Dream Home
- 2010 – Revenge: A Love Story
- 2011 – Let's Go!
- 2013 – Rigor Mortis (Nominada – Premis de Cinema Cavall d'Or al millor director novell)
- 2019 – Sons of the Neon Night